# رناتو ایبارا
رناتو ایبارا (هلندی: Renato Ibarra؛ زادهٔ ۲۰ ژانویهٔ ۱۹۹۱) یک بازیکن فوتبال اهل اکوادور است.
وی همچنین در تیم ملی فوتبال اکوادور بازی کرده‌است.